# Sten Stendahl
Sten Stendahl, född 20 november 1876 på gården Överås i Askome socken, Falkenbergs kommun, död 18 augusti 1954 i Stockholm, var en svensk grosshandlare och riksdagsman.
Sten Stendahl var son till Lars Stendahl. Han genomgick Schartaus handelsinstitut i Stockholm 1894–1895 och praktiserade därefter i Sverige och Frankrike. Från 1898 innehade han firman B. Ursells efterträdare i Stockholm, som var agentur för humle, färger och glasvaror. Stendahl deltog i stiftandes av högerorganisationen Allmänna valmansförbundet i Stockholm 1906 och invaldes 1907 i dess styrelse. Han gjorde sig snart känd som en energisk valledare, och kom av politiska motståndare att stämplas som ansvarig för det så kallade "bossväldet" vars största triumf blev att 1919 genom en spränglista få Stendahl invald i första kammaren den kritik som från det egna partiet kom mot Stendahl genom det sätt han blivit invald stillades snart, och han kom att stanna i första kammaren till 1937. Med säte i konstitutionsutskottet (1920–1925 som suppleant, 1926–1930 och 1935–1937 som ledamot) specialiserade han sig på valsättsfrågor och påyrkade bland annat officiella valförberedelser. Vidare var han 1931–1934 ledamot av bankoutskottet och 1934–1940 bankofullmäktig. Som stadsfullmäktig i Stockholm 1912–1919 gjorde han betydande insatser i synnerhet för en rationellare statbehandling samt för inrättande av Stockholms frihamn. I en för hamnens inrättande tillsatta kommittén var han ordförande och drivande kraft.